# Gábor Szarvas

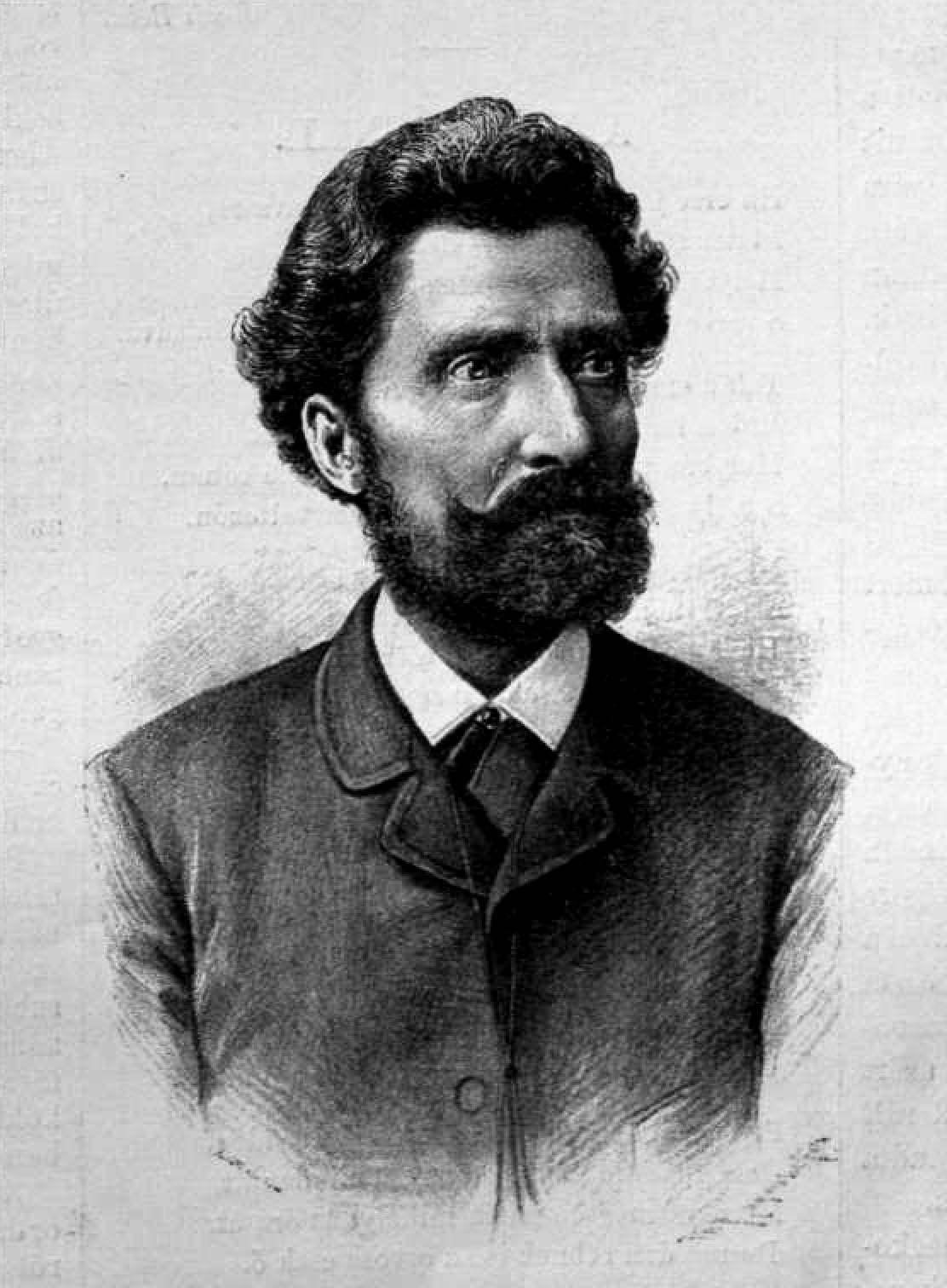
Gábor Szarvas

Gábor Szarvas, född 22 mars 1832 i Ada, Furstendömet Serbien, död 12 oktober 1895 i Budapest, Österrike-Ungern, var en ungersk språkforskare. 
Szarvas utövade en omfattande och fruktbringande verksamhet som forskare inom det ungerska språkets alla områden och särskilt som förfäktare av språkriktighetens principer gentemot "neologernas" ovetenskaplighet och nybildningsraseri. Tillsammans med Zsigmond Simonyi utgav han en språkhistorisk ungersk ordbok, Magyar nyelvtörténeti szótár. Sedan 1872 gav han ut tidskriften Magyar nyelvör ("Den ungerska språkväktaren") som efter hans död fortsattes av Simonyi.